# Bror-Axel Lindörn
Bror-Axel Lindörn, född i Skeppsholms församling i Stockholm den 21 februari 1915, död i Danderyds kommun den 11 oktober 2001 var en svensk präst som bland annat tjänstgjorde som kyrkoherde i Danderyds församling.
Han var son till flaggunderofficer Vigo Lindörn och hans maka Margareta, född Lindblom.
Bror-Axel Lindörn blev teologie kandidat 1943 och prästvigd samma år. År 1944 tillträdde han som kyrkoadjunkt i Sofia församling i Stockholm, och blev komminister där år 1951. Han valdes till kyrkoherde i Danderyd år 1963 och avgick med pension 1982, då han även blev prost.
Han var under åren 1940 – 1945 marinpredikant vid Stockholms örlogsstation och deltog på kryssaren Gotlands långresa till Afrika.
Bror-Axel Lindörn bedrev under många år konfirmationsläger med seglingstema i Stockholms skärgård. Lägerverksamheten inleddes 1954 på Kyrkogårdsön vid Siarö i Stockholms skärgård. År 1961 flyttade han konfirmationslägret till ön Långholmen söder om Östanå färjeläge. Lägerverksamheten pågick till 1995.